# Сан Лоренцо ал Лаго (Мачерата)
Сан Лоренцо ал Лаго (итал. San Lorenzo al Lago) насеље је у Италији у округу Мачерата, региону Марке.
Према процени из 2011. у насељу је живело 131 становника. Насеље се налази на надморској висини од 659 м.